# Garcia-Klasse
Die Garcia-Klasse war ein Klasse von elf Fregatten der United States Navy die Ende der 1950er Jahre als Hochseebegleitschiffe geplant und ab 1962 gebaut wurden. Sie waren eine Weiterentwicklung der Bronstein-Klasse, deren Schiffe sich schon während der Planungsphase als zu klein erwiesen. Die Fregatten dienten von 1964 bis Ende der 1980er Jahre in der US-Marine, einige wurden im Anschluss an befreundete Nationen übergeben, wo sie sich zum Teil noch heute im aktiven Dienst befinden.

## Geschichte

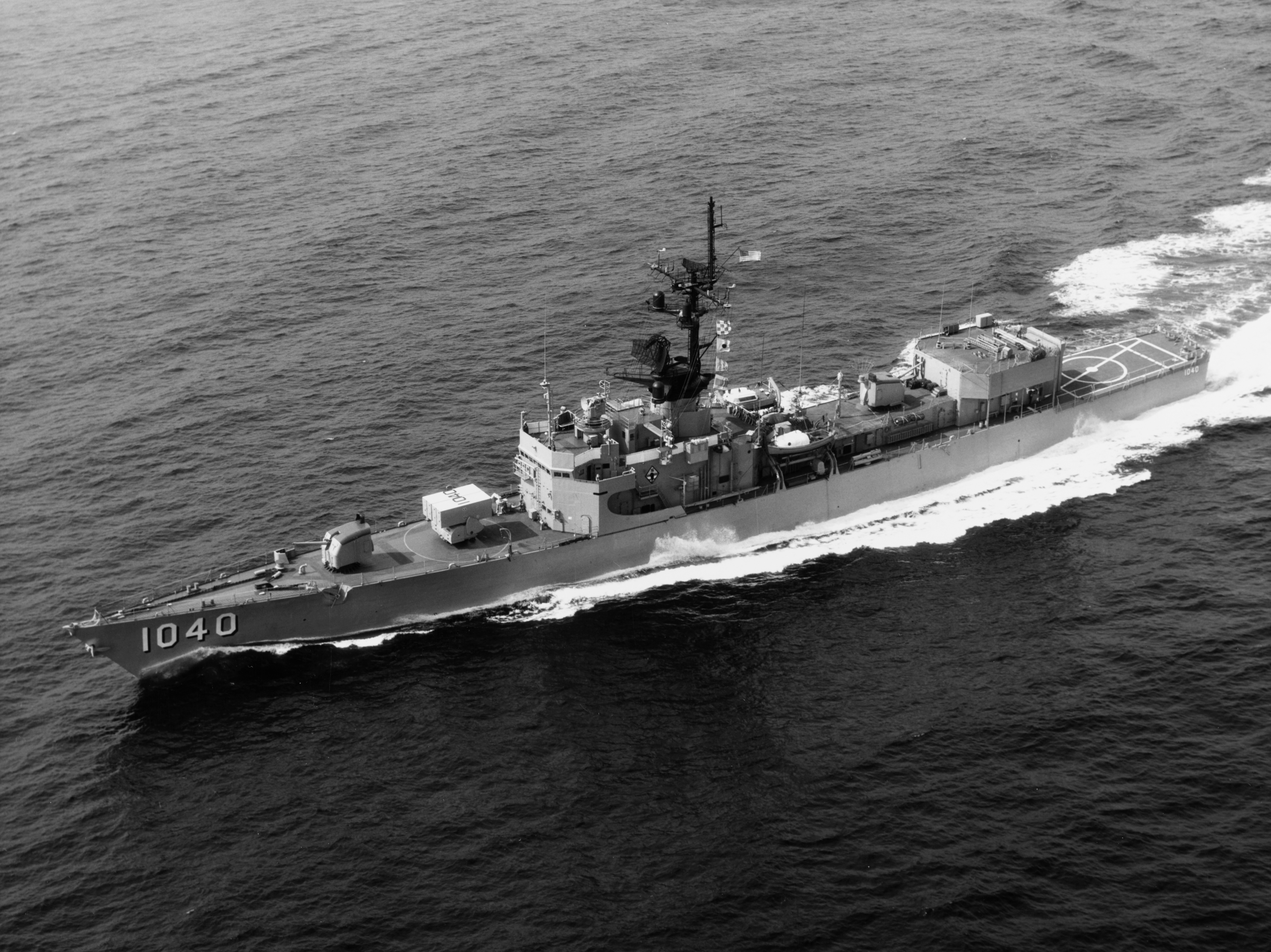
Garcia 1972

### Planung und Bau
Die Garcia-Klasse war die erste Klasse von größeren Ozeangeleitschiffen, die nach dem Zweiten Weltkrieg geplant und gebaut wurde. Sie wurde Ende der 1950er Jahre zusammen mit den Lenkwaffenfregatten der Brooke-Klasse aus der Bronstein-Klasse weiterentwickelt, deren Schiffe sich für moderne Waffensysteme als viel zu klein erwiesen hatten. Die ersten drei Schiffe wurden im Finanzjahr 1961 genehmigt, die übrigen acht folgten in den nächsten zwei Jahren. Jeweils drei Schiffe wurden bei Avondale Shipyards in New Orleans sowie bei Defoe Shipbuilding in Bay City gebaut, je zwei bei Bethlehem Steel in San Francisco und bei der Lockheed Shipbuilding and Construction Company in Seattle. Die Glover wurde bei Bath Iron Works in Bath auf Kiel gelegt. Die Kiellegung des ersten Schiffs, der Garcia, erfolgte am 16. Oktober 1962, die Indienststellung fand am 21. Dezember 1964 statt. Das letzte Schiff, die O’Callahan, wurde am 19. Februar 1964 auf Kiel gelegt und trat am 13. Juli 1968 seinen Dienst bei der US-Marine an. Die gesamten Baukosten betrugen pro Schiff etwa 27 Millionen US-Dollar, die reinen Werftkosten lagen etwa bei 9 Mio. USD.
Die Garcias wurden von den weiterentwickelten Fregatten der Knox-Klasse abgelöst, die ab 1964 genehmigt wurden.

### Benennung
Alle Schiffe der Garcia-Klasse wurden, wie bei Fregatten der US Navy üblich, nach verstorbenen Angehörigen der Navy und des Marine Corps benannt. Das Typschiff wurde nach Private Fernando Luis Garcia (* 14. Oktober 1929; † 5. September 1952) benannt, einem Puerto-Ricaner, der während des Koreakriegs im Marine Corps diente und sein Leben für einen anderen Soldaten opferte. Für seinen Einsatz wurde er postum mit der Medal of Honor ausgezeichnet.
Die Glover fällt bei der Nummerierung der Schiffe aus dem Rahmen, zwischen ihr (FF-1098) und dem Vorgängerschiff O’Callahan (FF-1051) befinden sich alle Schiffe der Knox-Klasse.

### Schiffe
| Kennung | Name             | Bauwerft                                                | Kiellegung         | Stapellauf        | Indienststellung– Außerdienststellung | Schicksal |
| ------- | ---------------- | ------------------------------------------------------- | ------------------ | ----------------- | ------------------------------------- | --- |
| FF-1040 | Garcia           | Bethlehem Steel, San Francisco                          | 16. Oktober 1962   | 31. Oktober 1963  | 1964–1989                             | aus dem Register gestrichen und der Maritime Administration übergeben am 28. März 1994 |
| FF-1041 | Bradley          | Bethlehem Steel, San Francisco                          | 17. Januar 1963    | 26. März 1964     | 1965–1988                             | An Brasilien verkauft und Umbenennung in Pernambuco |
| FF-1043 | Edward McDonnell | Avondale Shipyard, Louisiana                            | 1. April 1963      | 15. Februar 1964  | 1965–1988                             | verschrottet am 21. August 2002 |
| FF-1044 | Brumby           | Avondale Shipyard, Louisiana                            | 1. August 1963     | 6. Juni 1964      | 1965–1989                             | aus dem Register gestrichen und der Maritime Administration übergeben am 28. September 1994 |
| FF-1045 | Davidson         | Avondale Shipyard, Louisiana                            | 30. September 1963 | 2. Oktober 1964   | 1965–1988                             | An Brasilien verkauft und Umbenennung in Paraíba |
| FF-1047 | Voge             | Defoe Shipbuilding Company, Michigan                    | 21. November 1963  | 4. Februar 1965   | 1966–1989                             | verschrottet am 19. Januar 2001 |
| FF-1048 | Sample           | Lockheed Shipbuilding and Construction Company, Seattle | 19. Juli 1963      | 28. April 1964    | 1968–1988                             | An Brasilien verkauft und Umbenennung in Paraná |
| FF-1049 | Koelsch          | Defoe Shipbuilding Company, Michigan                    | 19. Februar 1965   | 8. Juni 1965      | 1967–1989                             | aus dem Register gestrichen und der Maritime Administration übergeben am 28. September 1994 |
| FF-1050 | Albert David     | Lockheed Shipbuilding and Construction Company, Seattle | 29. April 1964     | 19. Dezember 1964 | 1968–1989                             | nach Umbauarbeiten 2005 an Brasilien verkauft und Umbenennung in Pará |
| FF-1051 | O'Callahan       | Defoe Shipbuilding Company, Michigan                    | 19. Februar 1964   | 20. Oktober 1965  | 1968–1988                             | aus dem Register gestrichen und der Maritime Administration übergeben am 28. März 1994 |
| FF-1098 | Glover           | Bath Iron Works                                         | 29. Juli 1963      | 17. April 1965    | 1965–1990                             | aus dem Register gestrichen und an Defense Reutilization and Marketing Service zum Verschrotten verkauft, 15. April 1994. zuvor Kennung AGDE-1 von 1965–1975, von danach 1975–1979 unter AGFF-1 |

### Modifikationen
Da sich die DASH-Drohnen nicht bewährten, wurden Ende der 1960er, Anfang der 1970er Jahre acht Garcias für die Aufnahme eines bemannten LAMPS I-Hubschraubers vom Typ SH-2 Seasprite umgerüstet. Dazu wurde der Drohnenhangar umgebaut, so dass er teleskopartig ausgefahren werden konnte. Das Landedeck wurde verstärkt, um das Gewicht des Hubschraubers tragen zu können. Sample und Albert David erhielten anstelle des Landedecks eine SQR-15-Schleppsonaranlage, die beiden Schiffe konnten keinen Hubschrauber einsetzen.
Während des Baus wurde für das Raketentorpedosystem ASROC ein Nachlademagazin entwickelt, das ab dem siebten Schiff (FF-1047) auch auf den Fregatten der Garcia-Klasse eingebaut wurde. Die vorher gebauten Schiffe wurden nicht nachgerüstet.
Die Glover wurde zuerst als Testschiff in Dienst gestellt, 1979 wurde sie nach Abschluss der Erprobungen zur normalen Fregatte reklassifiziert und in die Garcia-Klasse eingegliedert, sie besaß aber im Gegensatz zu den anderen Fregatten nur ein 5-Zoll-Geschütz, auch war sie nicht für den Einsatz von Hubschraubern vorgesehen.

### Verbleib
Die meisten Schiffe blieben bis 1990, die Glover bis 1992 als Testschiff im Einsatz bei der US-Marine. Vier Schiffe wurden Ende der 1980er Jahre an die Marine Pakistans übergeben, wo sie aber nur kurze Zeit im Einsatz waren. Pakistan gab die Schiffe Anfang 1994 wieder an die Vereinigten Staaten zurück, dort wurden sie im Anschluss, wie die meisten Schwesterschiffe, verschrottet. Vier Fregatten wurden an die Marine Brasiliens verkauft, wo drei Schiffe bis 2004 im Einsatz standen. Aktuell wird nur noch die ehemalige Albert David, bei der brasilianischen Marine als Pará (D 27) geführt, in Reserve gehalten, die übrigen drei Schiffe wurden verschrottet.

## Technik

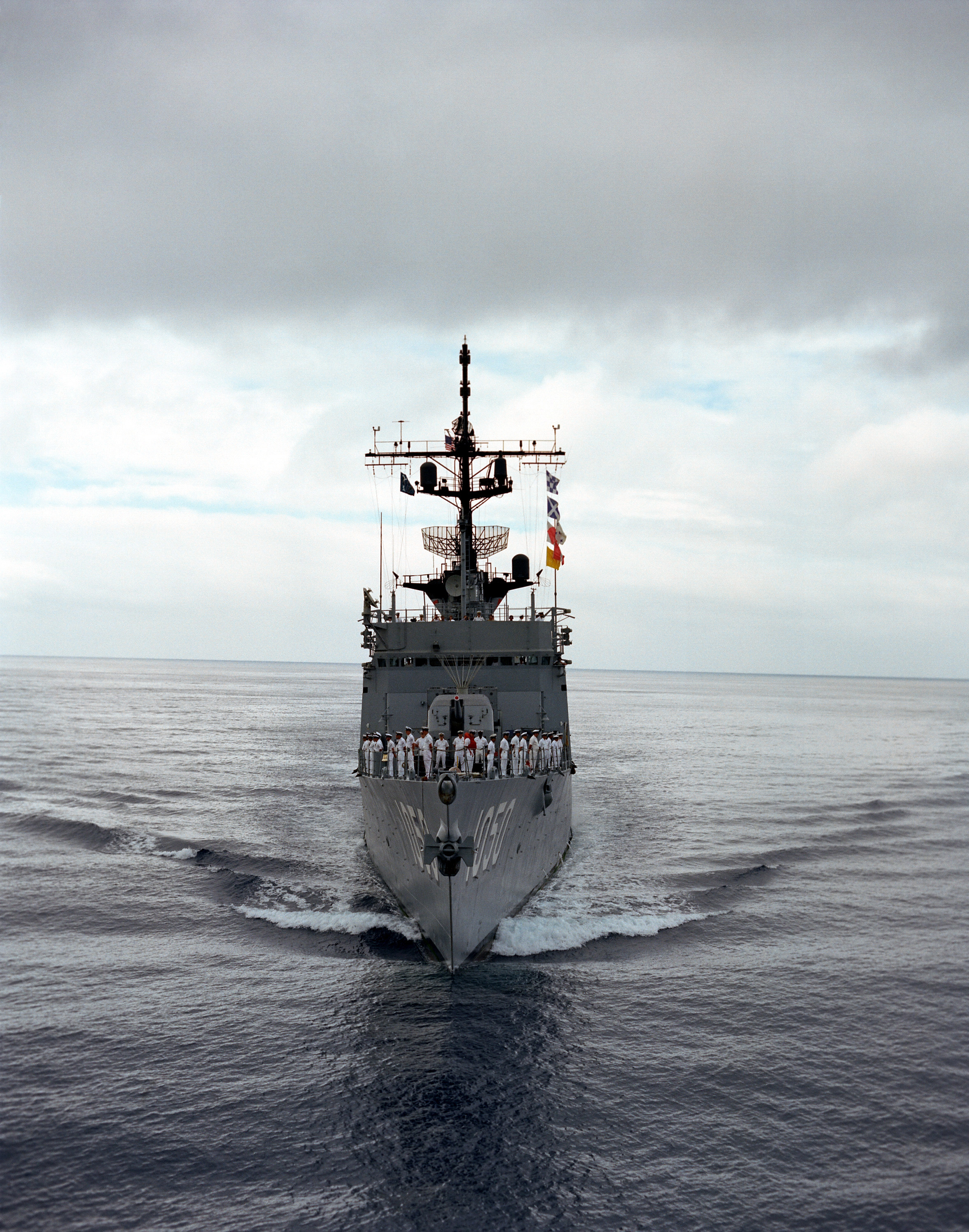
Bugansicht der Albert David

### Rumpf und Aufbauten
Der Rumpf einer Garcia war 126,3 Meter lang und 13,5 Meter breit. Der Tiefgang betrug am Sonarwulst 7,9 Meter, die Verdrängung beträgt im leeren Zustand 2.624 ts, die Einsatzverdrängung lag bei 3.400 ts.
Das Deckhaus erstreckte sich etwa über die Hälfte der Schiffslänge, das Vorschiff umfasste etwa ein Drittel der Schiffslänge. Den Abschluss der Aufbauten bildete der Drohnen/Hubschrauberhangar, hinter dem sich auf Niveau des Hauptdecks das Landedeck befindet. Hinter der Brücke, die sich über die gesamte Breite des Rumpfs erstreckte, werden die Aufbauten schmaler. Die Mack (Kombination aus Mast und Schornstein), die die Radar- und Funkantennen der Schiffe trägt, befand sich unmittelbar hinter der Kommandobrücke. Mittschiffs befanden sich auf jeder Seite Davits für die Beiboote der Fregatten.

### Antrieb
Der Antrieb der Schiffe erfolgte durch eine Hochdruckdampfturbine der Westinghouse Electric Corporation (FF-1040, 1041, 1043-45) beziehungsweise General Electric (übrige Schiffe), die ihre Leistung von 35.000 Wellen-PS an eine Welle mit einem Propeller abgab. Die Glover verfügte über einen einzelnen Pumpjetantrieb, die Schraube befand sich in einer Kapselung, um die Geräuschemission zu verringern.
Die Garcias verfügten über Hochdruckheizdampfkessel, der Dampf wurde mit 83,4 Bar Druck in zwei Kesseln von Foster-Wheeler erzeugt, die bei 50 % Gewichtsersparnis 10 % mehr Leistung als die Vorgänger lieferten. Die Höchstgeschwindigkeit lag bei 27 Knoten, die Reichweite betrug bei 20 Knoten 4000 Seemeilen (etwa 7200 Kilometer).

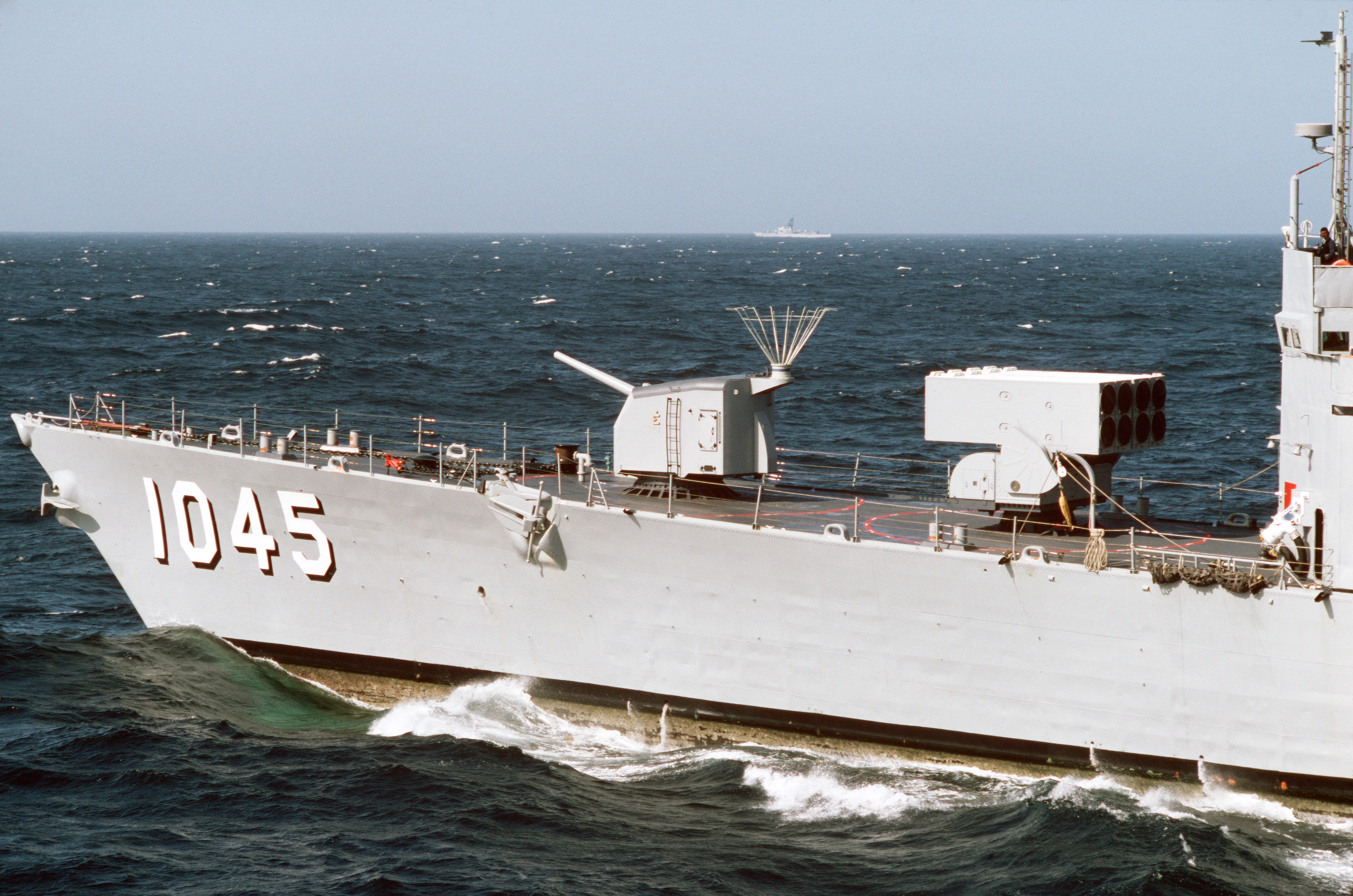
Vorschiff der Davidson mit ASROC-Starter und 5-Zoll-Geschütz

### Bewaffnung
Hauptbewaffnung der Fregatten war der ASROC-Starter mit acht Zellen vor der Brücke, der ab der Voge auch über eine Nachlademagazin unter der Brücke verfügte. Mit dem ASROC-Starter konnte ein U-Jagdtorpedo über eine Entfernung von etwa 10 Kilometer mittels einer Rakete verschossen werden.
Daneben verfügten die Garcias auch über zwei Mark 30-5-Zoll-Geschütztürme, einer befand sich vor dem ASROC-Starter auf dem Vorschiff, einer auf den Aufbauten vor dem Hangar. Die Geschütze stammen noch aus dem Zweiten Weltkrieg, sie wurden zum Beispiel dort auf den Zerstörern der Fletcher-Klasse eingesetzt. Sie konnten gegen Land- und Seeziele, beschränkt auch gegen Luftziele eingesetzt werden und verfügten über eine Kadenz von 15 bis 20 Schuss pro Minute. Die maximale Reichweite lag bei etwa 8 Seemeilen.
Beiderseits der Aufbauten befanden sich Mark 32-Dreifachtorpedorohre für U-Jagdtorpedos, die ersten Schiffe verfügten außerdem über zwei Mark 25-U-Jagdtorpedorohre im Heck, diese wurden aber recht schnell wieder entfernt beziehungsweise bei den später vollendeten Schiffen gar nicht erst eingebaut.
Die Bradley besaß zwischen 1967 und 1968 einen Mk 25-Sea-Sparrow-Starter auf den Aufbauten, dieser wurde jedoch wieder entfernt und auf der Forrestal angebracht.

### Elektronik
Die Schiffe der Garcia-Klasse verfügten über ein SPS-10-Oberflächensuchradar, dessen Antenne sich oben an der Mack befand. Die maximale Erfassungsreichweite des Radars betrug etwa 36 Seemeilen. Zur Luftaufklärung verfügten die Fregatten über ein SPS-40B-Radar mit bis zu 200 Seemeilen Erfassungsreichweite, die Antenne befand sich direkt über den Rauchgasauslässen. Die Feuerleitung der Geschütze erfolgte durch eine Mk. 56-Feuerleitanlage, die Leitung der U-Jagdwaffen übernahm ein Mk. 114-Zielbeleuchter. Zum Aufspüren von U-Booten verfügten die Schiffe über ein SQS-26-Bugsonar, das durch ein SQR-15-Schleppsonar ergänzt wurde.

## Einsatzprofil
Hauptaufgabe der Garcias war das Aufspüren und Jagen feindlicher U-Boote und der Schutz verbündeter Schiffe vor deren Angriffen.
Die Fregatten wurden auch als Begleitschiffe für militärische Einsatzverbände, besonders für Flugzeugträgerkampfgruppen eingesetzt. Wegen ihrer starken Artilleriebewaffnung konnten sie aber auch als Artillerieunterstützer für Landungsunternehmen dienen.

## Weiterführende Informationen